# Weldom
 (novembre 2023).
Si vous disposez d'ouvrages ou d'articles de référence ou si vous connaissez des sites web de qualité traitant du thème abordé ici, merci de compléter l'article en donnant les références utiles à sa vérifiabilité et en les liant à la section « Notes et références ».
Weldom est une enseigne française de magasins de bricolage spécialisée dans le bricolage, le jardinage, la décoration.

## Historique
- 1931 : Le 1er groupement métallique de l'Ouest naît sous le nom de GMO (Groupe Métallurgique de l'Ouest).
- 1974 : Naissance de la SAPEC. Société pour l'approvisionnement, promotion et étude commerciales par la fusion de plusieurs groupements régionaux de quincaillerie.
- 1983 : GMO fusionne avec COPAMETAL, groupement basé à Poitiers pour créer la SAPEC, coopérative support d'un réseau d'adhérents, en majorité, des quincailliers traditionnels.
- 1992 : La SAPEC choisit le bricolage comme axe de développement et le groupement se dote d’un nouveau nom : le groupe DOMAXEL.
- 1999 : Pour unifier le réseau et pour plus de cohérence entre les clients, les 300 adhérents du groupe se réunissent sous une même enseigne : c’est la naissance de Weldom. Le lancement de Weldom permet de regrouper sous une même bannière, toutes les moyennes surfaces bricolage.
- 2004 : ADEO, devient l'actionnaire principal du capital de DOMAXEL.
- 2009 : La centrale DOMAXEL ACHATS & SERVICES de Breuil le Sec change de nom et prend elle aussi le nom de Weldom.
- 2012 : Weldom devient la 7e enseigne à bénéficier de l’actionnariat ADEO : VALADEO.
- 2018 : Lancement du projet ADEO « Plateforme Habitant particulier France » rapprochant les entreprises Leroy Merlin France, Weldom Intégrés et Weldom Services[2].
- 2021 : Nouveau concept pour les magasins, nouvelle plateforme de marque et nouveau site internet[3].
- 2022 : Démarrage de la transformation du hub logistique (entrepôt qui double de surface).

### Identité visuelle (logo)

Logo de 1999 à 2012.
Logo depuis 2012.
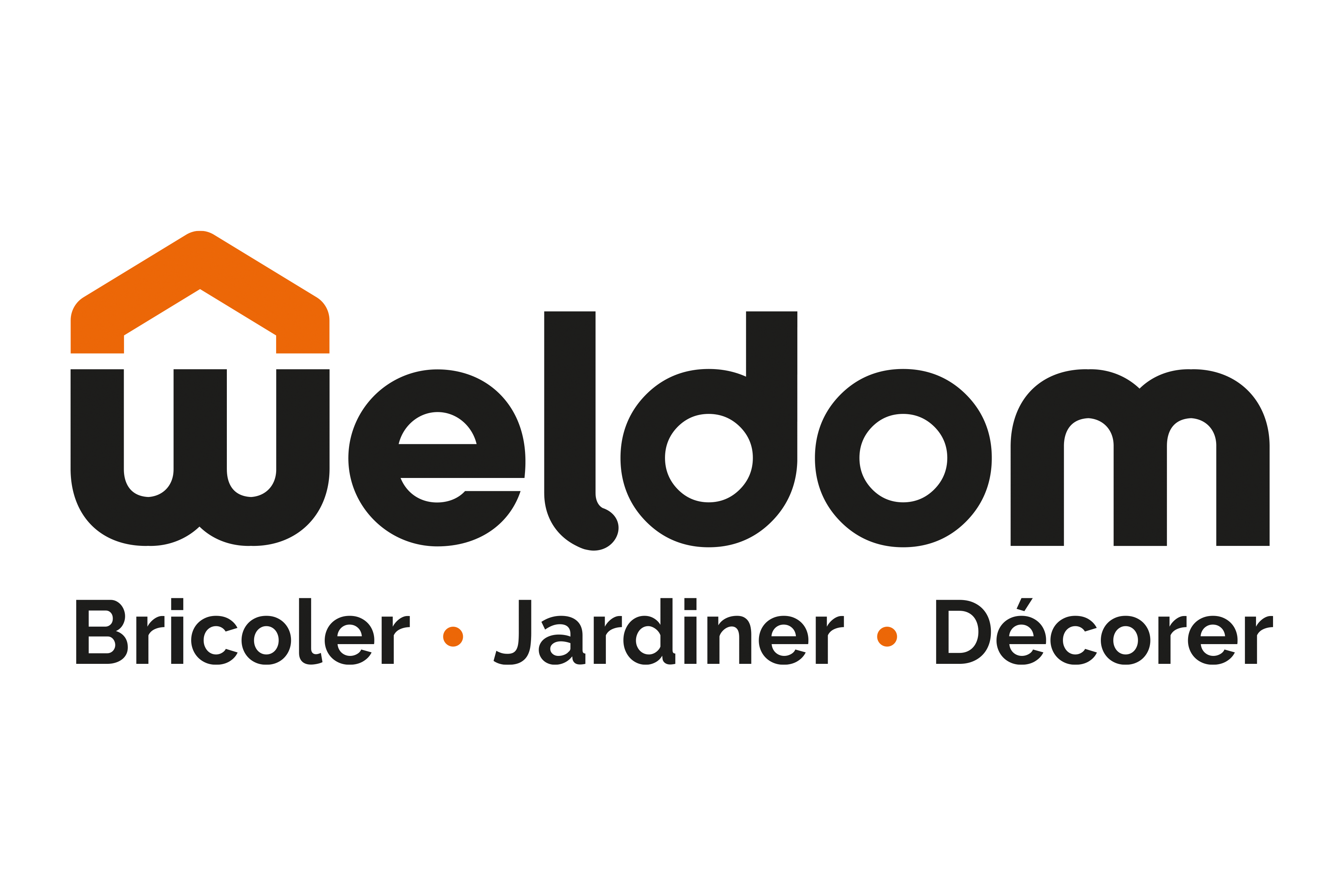
Logo avec slogan (depuis 2021).

## Organisation
En 2022, Weldom possède 354 magasins en France et dans les DOM/TOM[réf. nécessaire].